# Zarmītān
Zarmītān (persiska: زَرميتانِ بالا, Zarmītān-e Bālā, زَرميتان, ذرميتان) är en ort i Iran.   Den ligger i provinsen Chahar Mahal och Bakhtiari, i den centrala delen av landet, 400 km söder om huvudstaden Teheran. Zarmītān ligger 1 891 meter över havet och antalet invånare är 455.
Terrängen runt Zarmītān är kuperad åt nordost, men åt sydväst är den bergig. Zarmītān ligger nere i en dal. Runt Zarmītān är det ganska glesbefolkat, med 26 invånare per kvadratkilometer. Närmaste större samhälle är Fārsān, 15,6 km norr om Zarmītān. Omgivningarna runt Zarmītān är i huvudsak ett öppet busklandskap.